# Wonderswan
Wonderswan är en portabel spelkonsol utvecklad av Bandai, och utgiven den 4 mars 1999. Wonderswan konkurrerade med Neo-Geo Pocket Color och den marknadsledande Nintendo Game Boy Color. Wonderswan blev senare ersatt med Wonderswan Color, och tillverkningen av den ursprungliga modellen upphörde under tidigt 2003.
Det utvecklades många spel till Wonderswan, men konsolen var framförallt utvecklad för den japanska marknaden och få spel översattes till engelska.

### Fotnoter
1. ↑  Nick (6 juli 2007). ”Bandai Wonderswan 101: A Beginner's Guide” (på engelska). Racketboy. http://www.racketboy.com/retro/bandai-wonderswan-101-a-beginners-guide. Läst 18 mars 2017.